# Etlingera dictyota
Etlingera dictyota är en enhjärtbladig växtart som beskrevs av Axel Dalberg Poulsen och Anthony L. Lamb. Etlingera dictyota ingår i släktet Etlingera och familjen Zingiberaceae. Inga underarter finns listade i Catalogue of Life.